# Feline infektiöse Anämie
Die feline infektiöse Anämie (Abkürzung FIA, Synonyme: Hämobartonellose, Hämolytische Anämie) ist eine weltweit vorkommende bakterielle Infektionskrankheit der Katzen. Sie wird durch hämotrope Mykoplasmen hervorgerufen, das sind Bakterien, welche die roten Blutkörperchen (Erythrozyten) befallen. Bei gesunden Tieren ist die Infektion zumeist harmlos und verläuft ohne klinische Symptome. Bei geschwächten Tieren kann sie jedoch eine akute oder chronische Blutarmut (Anämie) hervorrufen. Die Krankheit ist heilbar, allerdings bleiben die Tiere lebenslang Träger des Erregers und stellen somit eine Infektionsquelle für andere Katzen dar. In der Praxis ist sie insbesondere als Begleiterkrankung von Viruskrankheiten, die zu einer weiteren Verschlechterung des Gesundheitszustandes führt, und als potenzielle Gefahr bei Bluttransfusionen bei Katzen von Bedeutung. Da die Erreger eine hohe Wirtsspezifität besitzen, sind Menschen und andere Tiere als Katzen für diese Krankheit nicht empfänglich.

## Erreger und Pathogenese
Mehrere Erreger der felinen infektiösen Anämie werden unterschieden, die durch neuere molekularbiologische Untersuchungen taxonomisch den Mykoplasmen zugeordnet werden. Die große Form wird heute als Mycoplasma haemofelis bezeichnet, für die kleine Form wurde der Name Mycoplasma haemominutum vorgeschlagen. Beide Erreger wurden bis 2001 als Haemobartonella felis (daher der Name „Hämobartonellose“) oder Eperythrozoon felis bezeichnet und zu den Rickettsien gezählt, das frühere „Ohio-Isolat“ entspricht Mycoplasma haemofelis, das „California-Isolat“ Mycoplasma haemominutum. 2005 wurde ein dritter Erreger isoliert, für den der Name Mycoplasma turicensis vorgeschlagen wurde. Die drei Erreger werden als hämotrope Mykoplasmen zusammengefasst. Es handelt sich um obligat epizellulare (nur auf lebenden Zellen überlebensfähige), gram-negative Bakterien. Der in allen Studien am häufigsten nachgewiesene Erreger ist Candidatus Mycoplasma haemominutum.
Die Erreger befallen die roten Blutkörperchen und führen zu einer Membranschädigung. Die geschädigten Erythrozyten werden daraufhin von weißen Blutkörperchen (v. a. Monozyten, seltener durch neutrophile Granulozyten) phagozytiert. Ein Großteil der Eryrthrozytenelimination erfolgt durch die Makrophagen in der Milz, weshalb Katzen mit entfernter Milz (Splenektomie) besonders gefährdet sind. Bei der Passage durch die rote Milzpulpa (vgl. Anatomie der Milz), dem Ort der Aussonderung geschädigter oder gealterter Erythrozyten, wurde auch die Ablösung und Phagozytose der Mykoplasmen ohne Phagozytose des Erythrozyten beobachtet. Die Menge des beim Abbau der Erythrozyten (Hämolyse) freigesetzten roten Blutfarbstoffs (Hämoglobin) kann im Regelfall von der Leber verarbeitet werden. Nur sehr selten kommt es zu einem Anstieg des Blutfarbstoffs im Blut (Hämoglobinämie) und dann zu einer Ausscheidung über den Harn (Hämoglobinurie).
Für die Pathogenese ist weiterhin von Bedeutung, dass das Immunsystem nicht nur Antikörper gegen die Erreger, sondern auch gegen die Erythrozyten selbst produziert, so dass die Erkrankung zum Teil eine Autoimmunkrankheit darstellt.

## Epizootiologie
Die Krankheit wurde erstmals 1942 in Südafrika beobachtet. Hämotrope Mykoplasmen kommen jedoch weltweit latent bei vielen Katzen vor, diese Tiere stellen das Erregerreservoir dar. Neben Hauskatzen ist der Erreger auch bei Tigern nachgewiesen worden. In einer Studie zur epizootiologischen Situation in der Schweiz (Lit.: Willi, 2006) waren etwa neun Prozent der Hauskatzen durch hämotrope Mykoplasmen infiziert. Über akute Erkrankungen gibt es in Europa bislang nur einzelne Fallberichte, darunter auch aus Deutschland und der Schweiz.
Der natürliche Übertragungsweg ist unbekannt. Es wird vermutet, dass blutsaugende Parasiten (Flöhe, Zecken und Läuse) beteiligt sind, sie also eine Feline Vector-borne Disease darstellen, oder auch Biss- und Kratzverletzungen. Eine Übertragung von der Kätzin auf die Welpen ist ebenfalls möglich, allerdings ist bislang unklar, ob diese über die Muttermilch (laktogen) oder bereits vor der Geburt über den Mutterkuchen (transplazentar) erfolgt. Ein weiterer Übertragungsweg ist der über Bluttransfusionen (iatrogene Infektion). Experimentell wurde weiterhin die Möglichkeit einer peroralen sowie intraperitonealen Übertragung nachgewiesen.

## Klinisches Bild
Die Inkubationszeit beträgt bei experimenteller parenteraler Infektion zwischen 2 und 17 Tagen, bei experimenteller peroraler Infektion zwischen drei und sieben Wochen.
Im Regelfall verläuft die Infektion symptomlos. Klinisch tritt eine Erkrankung meist nur bei Schwächung des Immunsystems auf, zum Beispiel durch Stress oder andere Erkrankungen, vor allem bei Katzenleukämie und Immundefizienzsyndrom der Katzen. Oft sind junge Tiere (unter 3 Jahre) von der Erkrankung betroffen. Daneben gelten Katzen mit Freilauf, unzureichend geimpfte Tiere und bereits einmal an von Katzenbissen verursachten Abszessen erkrankte Tiere als Risikogruppe. Das Geschlecht, die Anzahl der im Haushalt lebenden Katzen und der Befall der Tiere mit Flöhen sind keine signifikanten Risikofaktoren.
Die akute FIA zeigt sich in Fieber, reduzierter Nahrungsaufnahme, allgemeiner Schwäche, blassen Schleimhäuten und Milzvergrößerung. Eine Gelbsucht oder Hämoglobinurie tritt nur sehr selten auf. Nach Überstehen der ersten akuten Krankheitsphase treten die Symptome mit jeder erneuten Bakteriämie immer wieder schubweise (intermittierend) auf. Dazwischen liegen symptomlose Intervalle. In seltenen Fällen treten Hautirritationen wie Hyperästhesie und Haarausfall auf.
Bei der chronischen FIA sind die klinischen Symptome schwächer ausgeprägt, oftmals fehlen sie ganz. Die Körpertemperatur ist normal oder leicht erniedrigt.

## Labordiagnostische Befunde
Bei der labormedizinischen Untersuchung zeigt sich eine makrozytäre, normo- oder hypochrome hämolytische Anämie, welche durch drei Hauptkriterien (auch: Majorkriterien) charakterisierbar ist.

Auf einem Objektträger agglutiniertes Blut einer Katze, mikroskopisch

- 1. Hauptkriterium: Als einfache Laboruntersuchung ist die Durchführung eines Objektträgeragglutinationstestes („biologischer Coombs-Test“) möglich: Ein Tropfen heparinisierten Blutes wird auf einen Objektträger ausgestrichen und mikroskopisch untersucht. Im positiven Falle verklumpen (agglutinieren) die Erythrozyten. Um diesen Befund von der auch physiologisch vorkommenden „Geldrollenbildung“ roter Blutkörperchen abzugrenzen, sollte ein positiver Test unter Zusatz eines Tropfens physiologischer Kochsalzlösung wiederholt werden. Durch Verwendung vorgekühlter Objektträger kann sogar das Vorhandensein von Kälteagglutininen nachgewiesen werden.

- 2. Hauptkriterium: Im Blutbild ist eine Verminderung der Zahl der roten Blutkörperchen, eine sogenannte Anämie feststellbar. Dabei handelt es sich um eine regenerative Anämie, d. h., es werden ständig neue Erythrozyten im Knochenmark nachgebildet. Da die Neubildungskapazität des Knochenmarks überschritten ist, werden auch unreife Erythrozyten (Retikulozyten, eventuell auch Normoblasten) in das Blut freigesetzt. Die Erythrozyten haben verschiedene Zellgrößen (Anisozytose), es treten vergrößerte Erythrozyten (Makrozytose) und eine unterschiedliche Anfärbung der Erythrozyten (Polychromasie, ein typisches Zeichen für unreife Erythrozyten) auf. Somit liegt als zweites Majorkriterium eine (stark) regenerative, makrozytäre, hypochrome Anämie mit Sphärozyten vor. Eine erhöhte Anzahl weißer Blutkörperchen (Leukozytose, zumeist als Neutrophilie) ist ebenfalls häufig.

- 3. Hauptkriterium: Durch die Veränderungen an den Erythrozytenmembranen ist der direkte Coombs-Test positiv.

Weitere mögliche Veränderungen im Blut sind ein erhöhter Gehalt von Protein (Hyperproteinämie), Bilirubin (Hyperbilirubinämie) und von stickstoffhaltigen Abbauprodukten (Azotämie) sowie eine erhöhte Aktivität der Enzyme ALAT und LDH.

## Differentialdiagnosen
Das klinische Bild ist wenig aussagekräftig. Bei Fieber und Anämie muss diese Erkrankung aber stets in das Diagnosespektrum einbezogen werden.
Andere Infektionskrankheiten, die mit einer Anämie einhergehen, sind Katzenleukämie (FeLV), ansteckende Bauchfellentzündung (FIP) und Katzenaids (FIV), allerdings herrscht hier eine nicht-regenerative Anämie vor. Auch in starker Befall mit Endo- oder Ektoparasiten kann eine Anämie verursachen. Die Feline Babesiose (Erreger Babesia felis) ist klinisch nicht von der FIA abzugrenzen und kommt zum Teil mit ihr vergesellschaftet vor. Die Cytauxzoonose (Infektion mit Cytauxzoon felis) spielt in Mitteleuropa keine Rolle, sondern kommt vor allem in den Südstaaten der USA vor.
Die Bedeutung der autoimmunbedingten hämolytischen Anämien (AIHA) ist bei Katzen noch ungeklärt. Bislang wurde sie nur im Zusammenhang mit der FIA selbst sowie der Katzenleukose beschrieben.
Des Weiteren müssen nichtinfektiöse Ursachen für eine Anämie ausgeschlossen werden, wie beispielsweise Eisenmangel und chronische Blutverluste (Magengeschwüre, chronische Blasenentzündungen). Ein Erythropoetin-Mangel kommt v. a. bei chronischem Nierenversagen vor, die bei älteren Katzen häufig ist. Schädigungen des Knochenmarks (zum Beispiel durch Zytostatika oder Schwermetalle) verursachen nicht-regenerative Anämien. Verschiedene Medikamente werden von Katzen relativ schlecht vertragen und können als Nebenwirkung eine Anämie verursachen, wie Azathioprin, Griseofulvin, Paracetamol, Phenazopyridin, Phenylbutazon und Propylthiouracil.
Auch genetisch bedingte Enzymdefekte (Pyruvatkinasemangel und Phosphofructokinase-Mangel) können eine Anämie verursachen, für diese existieren DNA-Nachweise.

## Diagnose
Eine exakte Diagnose der felinen infektiösen Anämie ist nur durch den Erregernachweis möglich. Eine regenerative Anämie unterstützt die Diagnose. Nicht-regenerative Anämien durch Mykoplasmen treten vermutlich nur bei gleichzeitiger Infektion mit dem felinen Leukosevirus (FeLV) auf, allerdings ist die Katzenleukose die häufigste Grundkrankheit, die eine FIA begünstigt.
Der Erregernachweis kann über eine Anfärbung von Blutausstrichen erfolgen. Zur Untersuchung sollte möglichst frisches Kapillarblut verwendet werden, da sich die Erreger vor allem bei Zugabe von chelatbildenden Gerinnungshemmern (zum Beispiel EDTA) auch von den Erythrozyten ablösen können. Außerdem müssen Blutproben über mehrere Tage entnommen und untersucht werden, da der Erreger nur schubweise im Blut auftritt. Bei der mikroskopischen Untersuchung lassen sich die Erreger als kleine, etwa 0,1 bis 1 μm große Kokken, Stäbchen oder Ringe in der Peripherie der etwa 5 bis 7 μm großen Erythrozyten nachweisen. Bei einer antibiotischen Vorbehandlung kann der Erregernachweis im Blut negativ sein. Außerdem können Artefakte und je nach Färbung erythrozytäre Einschlusskörperchen wie Howell-Jolly- (Reste des Zellkerns der normalerweise kernlosen Erythrozyten) oder Heinz-Körper (denaturiertes Hämoglobin, treten bei Katzen physiologisch auf) mit Mykoplasmen verwechselt werden. Die Sicherheit des Nachweises über einen Blutausstrich wird mit nur etwa 50 % angegeben.
Weitaus sicherer und spezifischer ist der Erregernachweis über Polymerase-Kettenreaktion (PCR), der heute von allen größeren Untersuchungseinrichtungen angeboten wird.

## Behandlung
Eine klinisch manifeste Erkrankung ist in etwa 30 % der Fälle tödlich, wenn keine Behandlung erfolgt, wobei die Todesursache die vom Erreger ausgelöste schwere Anämie ist. Die hämotropen Mykoplasmen sind empfindlich gegenüber Doxycyclin und anderen Tetracyclinen sowie Fluorchinolonen (Enrofloxacin, Marbofloxacin und Pradofloxacin). Die antibiotische Therapie sollte über zwei bis drei Wochen erfolgen. Eine unterstützende Therapie zur Stabilisierung des Allgemeinbefindens ist empfehlenswert. Bei schwerer Anämie sind Bluttransfusionen angezeigt (etwa 40 bis 50 ml Blut, die Spendertiere müssen auf Erregerfreiheit getestet sein).
Da die schädigende Wirkung des Erregers zum Teil über immunvermittelte Mechanismen erfolgt, wird bei schwerer Erkrankung die Verabreichung von Prednisolon empfohlen.
Nach erfolgreicher Behandlung bleiben die Katzen jedoch zumeist lebenslang Träger des Erregers.

## Vorbeugung
Da der genaue Übertragungsweg unbekannt ist, ist eine gezielte Prophylaxe schwierig. Empfehlenswert ist eine regelmäßige Vorbeugung und Bekämpfung von Ektoparasiten. Hierfür eignen sich Depotpräparate. Katzen, die als Blutspender dienen sollen, sind vorher gründlich auf das eventuelle Vorhandensein der Erreger zu untersuchen.